# 约老会
循约长老会（英語：Covenanters），又名改革("归正")長老教会（英語：Reformed Presbyterian Church），简称约老会，是基督教新教归正宗的一个教派，分布于苏格兰、爱尔兰、法国、美国、加拿大、澳大利亚和日本等地。
1856年，美国约老会成立海外传教差会，总部现设于匹兹堡。1895年，约老会进入中国传教，在广东省的德庆（1895）和罗定（1913），以及黑龙江齐齐哈尔（1931-1942）建立了传教站）。